# 基斯通鎮區 (北達科他州迪基縣)
基斯通鎮區（英語：Keystone Township）是位於美國北達科他州迪基縣的一個鎮區。

## 地方資料
基斯通鎮區的面積為92.96平方千米，皆為陸地。根據2020年美國人口普查的數據，當地共有人口44人，而人口密度為每平方千米0.47人。